# Venceslau Escobar

Modelo de bandeira brasileira proposto por Venceslau Escobar.

Venceslau Pereira Escobar (São Borja, 8 de dezembro de 1857 – Rio de Janeiro, 14 de abril de 1938) foi um advogado, escritor, jornalista e político brasileiro.
Formado pela Faculdade de Direito de São Paulo em 1880. Especialista em Direito Constitucional, atuou como advogado, promotor público e juiz municipal.

## Biografia
Como político, foi deputado provincial, em 1881, pelo Partido Liberal. Antes da queda da monarquia, já havia aderido ao PRR.
Foi chefe de polícia do Rio Grande do Sul de 9 de junho de 1892 a 16 de junho de 1892.
Cedo dissentiu de Júlio de Castilhos, alinhando-se com a dissidência de Barros Cassal, participou da fundação do Partido Federalista. Adversário do positivismo de Júlio de Castilhos, no Rio Grande do Sul, foi um verdadeiro advogado da causa federalista.  Foi deputado federal (1906-1908), quando propôs um projeto de lei que retirasse o lema Ordem e Progresso da Bandeira do Brasil que tinha a seguinte redação:
PROJETO Nº 77-A 1908
O Congresso Nacional Decreta
Art. 1º - Fica suprimida da Bandeira Nacional a zona branca com a legenda Ordem e Progresso.
Art. 2º - Revogam se as disposições em contrário.
Sala das Seções, 8 de junho de 1908
Venceslau Escobar
Só retornou à Câmara Federal na legislatura de 1926 a 1928, porém sempre esteve na linha de frente da oposição ao  castilhismo/borgismo, escrevendo livros de forte repercussão como Apontamentos para a História da Revolução Rio-Grandense de 1893 e Trinta anos de ditadura rio-grandense.
Foi também jornalista, tendo dirigido a revista A Lei (Porto Alegre, 1892). 

## Obras
Foi autor de diversas obras políticas, entre elas:
- Cartas abertas ao Senador Pinheiro Machado
- Apontamentos para a história da Revolução Rio-Grandense de 1893, 1920
- 30 anos de ditadura rio-grandense, 1922
- Pela intervenção no Rio Grande, 1923